# Reforma monetarna Karola Wielkiego

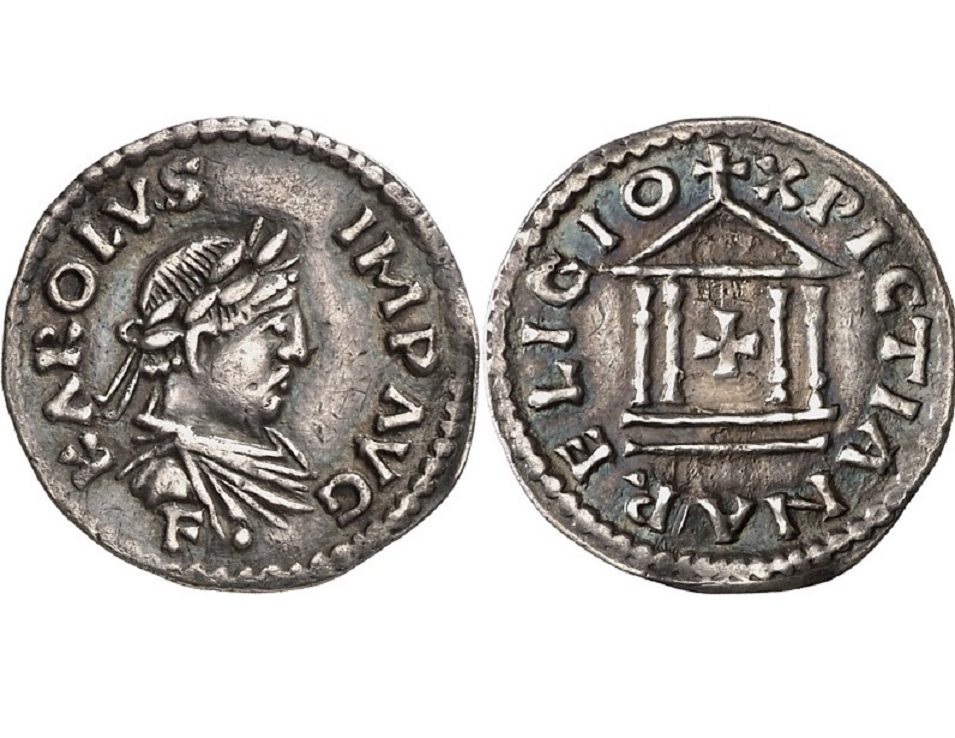
Denar Karola Wielkiego (1,71 g, ∅ 20 mm) z mennicy w Akwizgranie (813-814 r.)

Reforma monetarna Karola Wielkiego – reforma systemu pieniężnego przeprowadzona ok. roku 790 w państwie frankijskim, polegająca na wprowadzeniu monometalizmu opartego na srebrze.

## Cel
Celem jej było stworzenie nowej, jednolitej dla całego państwa monety (nowego denara) wraz z uproszczonym systemem obrachunkowym pieniądza oraz ograniczenie prawa bicia monety wraz z kontrolą produkcji mennic monarszych. Oznaczał odejście od pozostałości systemu przejętego po Rzymianach i rezygnację z systemu pieniądza opartego na monecie złotej. 
Ponadto nowy system pieniężny miał być manifestacją potęgi panującego. W tym celu władca starał się skupić w jednym miejscu bicie monet, by zminimalizować możliwość niekontrolowanej i nadmiernej produkcji oraz dbał o ich jednakowy wygląd. Na jednej stronie monety umieszczane było w otoku imię władcy oraz jego tytuł, a w centrum wizerunek krzyża. Na drugiej stronie umieszczano monogram panującego oraz nazwę mennicy. Po koronacji władcy na cesarza (800 r.) wprowadzono nowy typ stempla, który na stronie licowej (awersie) ukazywał jego popiersie w wieńcu laurowym, a na odwrocie (rewersie) wizerunek świątyni z krzyżem.

## Przebieg
W roku 789 została przeprowadzono reformę miar i wag, według której zamiast dotychczasowego funta rzymskiego (libra) ustalono nową jednostkę wagową określaną odtąd jako funt karoliński, równą masie 408 gramów. Stała się ona podstawą zamierzonej reformy pieniądza dokonanej w latach 793–794.
Ze srebra o masie jednego funta wybijane było 240 denarów o masie 1,7 grama, które równe były dwudziestu obrachunkowym solidom. Stosowany w większych transakcjach solid równy był 12 denarom (denarius novus). Dla niższych potrzeb płatności wybijano również półdenary zwane obolami, a nawet ćwierćdenary (choć w niewielkich ilościach). 

## Następstwa
Wskutek reformy nowy denar stał się nie tylko jedyną legalną monetą w rozległym państwie frankijskim (karolińskim), lecz też głównym pieniądzem wczesnośredniowiecznej łacińskiej Europy. Mimo iż późniejsze obniżenie wartości tego pieniądza (przez zachwianie proporcji wagowych) spowodowało powolną jego deprecjację, to stworzony system obrachunkowy utrzymał się przez wiele wieków. Ograniczone przez władcę prawo bicia monety nie powstrzymało jednak praktyki powstawania dodatkowych mennic, gdyż dla pozyskania niektórych możnych świeckich i duchownych nadawano im prawo mennicze (regale mennicze). W rezultacie uprzywilejowania za panowania Karola korzystało z niego 47 miast jego imperium. Załamanie rynku pieniądza nastąpiło dopiero za rządów ostatnich Karolingów, kiedy wskutek niekontrolowanego wypływu i obrotu pieniądza zapanował chaos w zachodnioeuropejskim obiegu pieniężnym.   